# آنته هون
آنته هون (آلمانی: Annette Hohn؛ زادهٔ ۲۲ نوامبر ۱۹۶۶) قایقران روئینگ اهل آلمان بود.